# Confédération nationale des associations familiales catholiques
Pour les articles homonymes, voir AFC.
La Confédération nationale des associations familiales catholiques (CNAFC) est un mouvement familial français qui confédère les associations familiales catholiques (AFC) au sein des communes. La confédération s'inspire de la doctrine sociale de l'Église qui fait de la famille une importante composante de la vie sociale.
Elle est membre de l'Union nationale des associations familiales (Unaf) depuis sa création en 1945.
Proche des milieux catholiques conservateurs, elle s'est notamment engagée contre la loi Veil autorisant l'avortement, le PACS et le mariage pour tous.

## Historique
L'histoire des AFC débute en 1905 avec l'évolution de la loi régissant les associations cultuelles. La première association est fondée par le chanoine Tournier. Elle est alors nommée « Association catholique de chefs de famille » (ACCF). Elle a pour but de soutenir l’enseignement catholique et de « veiller au respect des consciences dans l'enseignement public »,.
En 1911, les ACCF, qui se sont multipliées, se regroupent dans une Union nationale des ACCF. Trois ans plus tard, en 1914, on compte 762 associations et 32 fédérations départementales sur le territoire français. La même année, lors d'un congrès organisé à Lyon, les ACCF formalisent leur but qui est de promouvoir la famille selon la doctrine et la morale catholique. En 1920, les ACCF participent avec d'autres mouvements familiaux au congrès de Lille, qui adopte la première déclaration des droits de la famille[Quoi ?]. En 1923, elles participent aux « États généraux de la famille », définissant les grandes lignes d'une politique de natalité à l'intention des responsables politiques.

### Création de la CNAFC et des AFC
En 1955, les ACCF se dotent de nouveaux statuts et créent la Confédération nationale des associations familiales catholiques (CNAFC) qui regroupent les associations familiales catholiques (AFC),,. Les deux missions du mouvement sont présentées ainsi lors de l'assemblée générale à Saint-Étienne en 1960 :
- défendre les intérêts spirituels, moraux et matériels des familles par une participation accrue aux Udaf et à l'Unaf et par des interventions directes auprès des pouvoirs publics et pour mettre en pratique la doctrine familiale de l'Église ;
- apporter aux familles le soutien spirituel et l'aide éducative nécessaires pour remplir leur mission d'époux, de parents et d'éducateurs, en même temps que les services pratiques[10].

La CNAFC signe en 1992 un accord avec la Conférence des évêques de France, renouvelé d'années en années,.
Elle cofonde en 1997 la Fédération des associations familiales catholiques (FAFCE) qui regroupe 27 associations familiales nationales et locales dans 21 pays européens. La FAFCE détient un statut participatif auprès du Conseil de l'Europe depuis 2001. Elle est membre de la Plateforme des droits fondamentaux de l'Union européenne[source insuffisante].
En 2004, le mouvement obtient une reconnaissance d'utilité publique et bénéficie de plusieurs agréments ministériels,. 
Elle figure parmi les sept « mouvements familiaux nationaux à recrutement général » membres de l'Union nationale des associations familiales (UNAF). En 2017, la CNAFC compte 73 fédérations départementales et 309 associations locales. En 2020, elle rassemble 25 000 familles adhérentes.

## Gouvernance

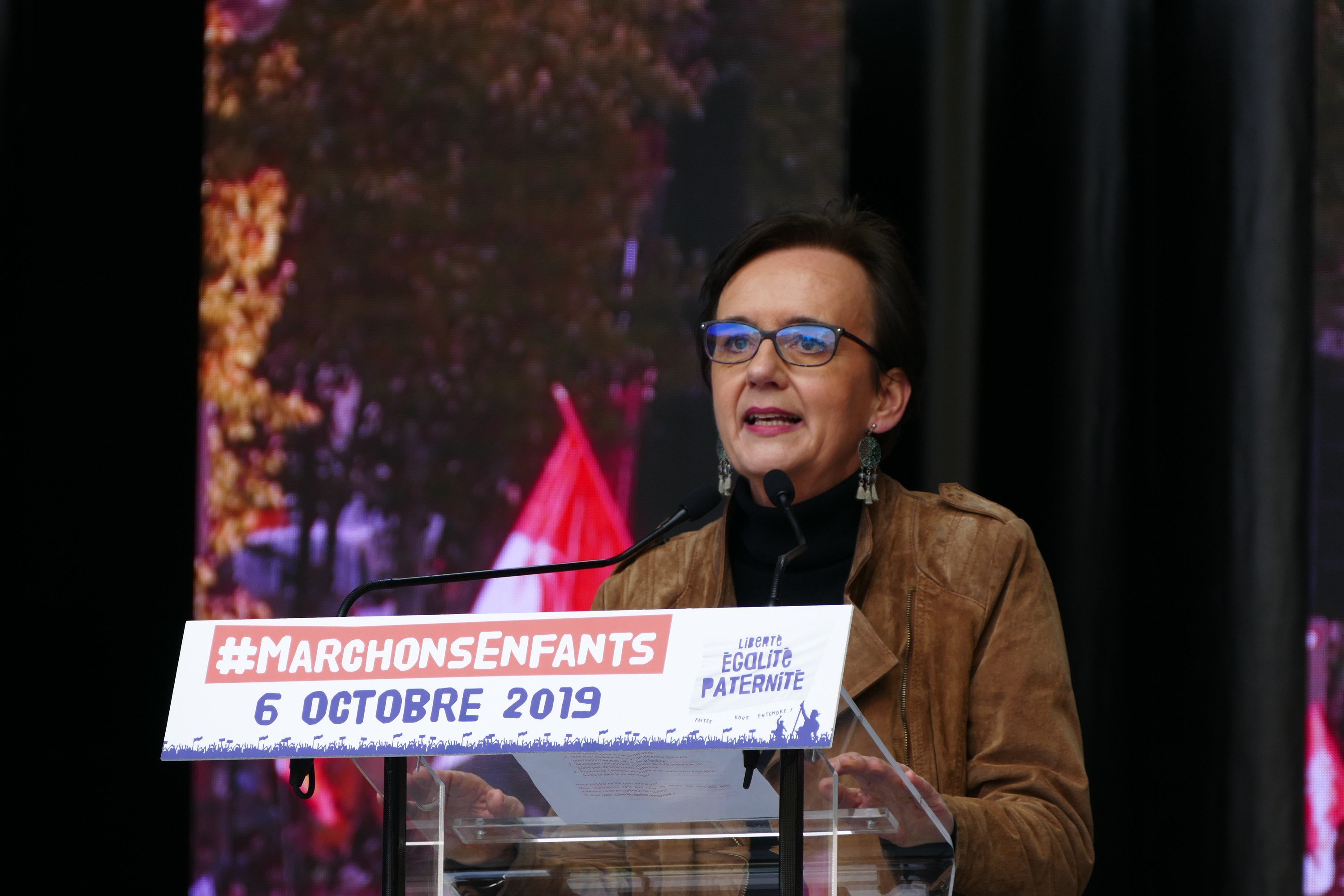
Pascale Morinière en 2019 lors de la manifestation "Marchons Enfants" contre la PMA et la GPA.

La confédération a le statut juridique d'association loi de 1901. Depuis la création de la CNAFC en 1955, huit présidents se sont succédé :
- 1944 - 1958 : Roger de Saint-Chamas
- 1958 - 1985 : Louis Reverdy
- 1985 - 1994 : Régis de Crépy
- 1994 - 2001 : Jean-François Chaumont
- 2001 - 2007 : Paul de Viguerie
- 2007 - 2014 : Antoine Renard
- 2014 - 2019 : Jean-Marie Andrès[d]
- depuis 2019 : Pascale Morinière[21].

## Actions
La CNAFC se donne trois missions : « valoriser la famille fondée sur le mariage et ouverte à la vie » ; « discerner localement les besoins des familles et prendre des initiatives pour y répondre » ; « être une force de proposition permanente auprès des acteurs économiques, sociaux et politiques ».
Au niveau national, ses revendications auprès des pouvoirs publics portent sur la politique familiale (notamment la défense de la carte famille nombreuse et des allocations familiales sans condition de ressources) et sur l'éducation (comme le contenu des programmes scolaires). Au niveau local, les AFC proposent plusieurs services aux familles adhérentes (bourses aux vêtements, location d'aubes pour les premières communions, etc.) et organisent à leur intention des événements conviviaux et des conférences.
Depuis 1990, les AFC ont constitué des groupes de parole nommés « Chantiers-Éducation », ouverts également aux non-adhérents, permettant à des parents d'échanger sur l'éducation de leurs enfants. En équipe de 6 à 10, des parents se rencontrent une fois par mois pendant l'année scolaire. Ces groupes de parole, au nombre de 600, sont intégrés depuis 1999 au Réseau d'écoute, d'appui et d'accompagnement des parents et font l'objet d'une convention avec le Ministère de l'Éducation nationale. Ils sont cités par l'Inspection générale des affaires sociales (Igas) comme « un bon exemple de ce qui peut être fait pour soutenir et responsabiliser les parents, ce qui rejaillit sur la scolarité, le comportement des enfants à l'école, les relations parents/école… »
La CNAFC organise chaque année depuis 2013 une « université d'été des familles » où sont abordées des questions comme l'écologie, la bioéthique ou l'engagement politique. Un module de formation « Cap DSE » créé en 2020 est destiné à faire connaître la doctrine sociale de l'Église catholique. 

## Mobilisations sur des sujets de société
En 1967, les AFC se mobilisent contre la loi Neuwirth sur la pilule contraceptive, ainsi qu'en 1975 contre la loi Veil et la loi sur le divorce par consentement mutuel. En 1984, elles se joignent aux manifestations contre le projet de loi Savary.
Après avoir combattu le PACS en 1998, elles se mobilisent en 2013 contre le mariage homosexuel et le droit à l'adoption par les personnes de même sexe prévus par la loi Taubira,. En 2020, les AFC manifestent contre la loi de bioéthique relative à la PMA « pour toutes » et à la manipulation des embryons,. 
Elles s'opposent en 2021 au projet de loi sur la fin de vie,. 

## Saisines de la justice
En juin 2010, la CNAFC assigne en référé les organisateurs du Hellfest afin qu'ils fournissent « le programme détaillé du festival, incluant notamment le titre des chansons qui seront interprétées par les groupes invités » de manière à exercer un contrôle sur des textes susceptibles, selon la Confédération, de porter préjudice « à des ados en pleine croissance identitaire ». Sa demande est rejetée par le tribunal de Nantes.
En 2012, elle poursuit le gérant d'une boutique de sex-toys ouverte en 2008 à proximité d'une école parisienne. La plainte se fonde sur l'article 6 de la loi du 5 mars 2007 sur la protection de l'enfance qui interdit « l'installation à moins de 200 mètres d'un établissement d'enseignement, d'un établissement dont l'activité est la vente (...) d'objets à caractère pornographique »,. Elle demande la fermeture de l'établissement. Condamné en première instance, mais dispensé de peine, le gérant fait appel de la décision du tribunal, mais est à nouveau condamné en 2013 par la Cour d'appel de Paris, ce qui entraîne la fermeture définitive de son commerce. 
La même année, la Confédération obtient du tribunal administratif de Paris l'annulation de l'agrément donné par le ministère de l'Éducation nationale à l'association SOS homophobie, au titre des associations complémentaires de l'enseignement public. Le tribunal estime que les modules de sensibilisation à l'homophobie proposés par l'association contreviennent « au principe de neutralité qui s'impose aux associations qui interviennent dans l'enseignement public » et « sont susceptibles de porter atteinte aux convictions religieuses et philosophiques, tant des élèves que de leurs parents ou des enseignants ».
En 2015, la CNAFC intente une action judiciaire contre le site Gleeden. Elle demande le retrait de la référence à l'infidélité dans ses publicités et la nullité du contrat passé entre le site et ses clients en s'appuyant sur l'article 212 du Code civil qui dispose que « les époux se doivent mutuellement [...] fidélité ». Elle est déboutée en première instance et en appel en 2017, avant que son pourvoi en cassation soit rejeté en 2020,. 
En septembre 2020, aux côtés de Juristes pour l'enfance et de La Manif pour tous, la Confédération dépose un référé liberté pour faire interdire la tenue du salon « Désir d’enfant » qu'elle accuse de faire la promotion de la GPA. Elle est déboutée par le tribunal administratif.
En 2022, la Cour de cassation rejette définitivement le pourvoi de la CNAFC demandant que l'activité de camgirl soit considérée comme de la prostitution et que les sites de camgirls soient poursuivis pour proxénétisme,,.